# Avstrijsko-turška vojna (1527–1528)
Avstrijsko-turška vojna (1527-1528) ali ogrska kampanja je bila vojna avstrijskega nadvojvode in ogrskega in češkega kralja Ferdinanda I. Habsburškega z Osmanskim cesarstvom. 

## Vojna
Po bitki pri Mohaču leta 1526 so se morali Osmani zaradi težav v drugih delih cesarstva umakniti iz Ogrske. Ferdinand I. je njihov umik izkoristil in poskušal uveljaviti svojo zahtevo po ogrski kroni. Leta 1527 je iz Ogrske izrinil osmanskega vazala Ivana Zapoljo in do leta 1528 zasedel Budim, Győr, Komárom, Esztergom in Székesfehérvár. Sultan Sulejman Veličastni se na  prošnje za pomoč  svojega vazala ni odzval.

## Posledice
Za Habsburžane je bila zmaga veliko razočaranje, ker je Sulejman Veličastni  10. maja 1529  sprožil protinapad, s katerim je izničil vse Ferdinandove pridobitve. Največje razočaranje je bilo dejstvo, da so se številne nedavno osvojene utrdbe predale brez upora, kar je močno pospešilo napredovanje Osmanov. Sulejmanu je uspelo prodreti do Dunaja in ga oblegati.

## Sklic
1. ↑  Turnbull, Stephen. The Ottoman Empire 1326–1699. New York: Osprey, 2003. str. 49.